# 신사장 프로젝트
《신사장 프로젝트》는 2025년 9월 15일부터 방송 예정인 tvN 월화 드라마다.

## 기획 의도
소통 불능의 시대, 갈등과 위기를 겪는 사람들을 위해 협상의 신 ‘신사장’이 분쟁 중재에 나서는 이야기를 다룬 코믹 드라마

## 제작진

### 연출
- 신경수

### 극본
- 반기리

## 등장 인물

### 주요 인물
- 한석규 : 신 사장 역
- 배현성 : 조필립 역
- 이레 : 이시온 역
- 김성오 : 최철 역
- 우미화 : 주 마담 역
- 김상호 : 김상근 역
- 정은표 : 김수동 역

### 후진 상가 사람들
- 우현 : 권칠봉 역
- 미상 : 장통우 역
- 이지하 : 이주인 역

### 주변 인물들
- 미상 : 이예온 역
- 이지원 : 강여경 역
- 배윤규 : 배 실장 역
- 전국환 : 박명진 역
- 최희진 : 정지인 역

### 그 외 인물
- 민성욱